# روري نوغينت
روري نوغينت (بالإنجليزية: Rory Nugent)‏ هو صحفي أمريكي، ولد في 1952.